# 偶像大師 百萬人演唱會！
《偶像大师 百万人演唱会！》（又译「偶像大师 百万现场！」）是由万代南梦宫游戏于2013年2月27日交由GREE托管运营的一款社交网络游戏。由万代南梦宫游戏开发运营，属于PROJECT IM@S策划下系列作品。改編電視動畫於2023年10月首播。

## 概述
本游戏和灰姑娘基本相似，通过收集偶像卡片，培育能力，参加对战获得发展空间。765Pro的偶像主要在765Pro专属剧场进行表演，剧场空闲时就可以让其他37名候选偶像进行表演。所有偶像卡片均由本家动画的动画制作公司A-1 Pictures绘制。本游戏为免费使用，支持游戏内购。
在《偶像大師 劇場版 前往光輝的另一端！》已经有7名游戏卡片角色——矢吹可奈、望月杏奈、箱崎星梨花、佐竹美奈子、北泽志保、七尾百合子、横山奈绪——作为765Pro偶像候补生出场。
在2014年10月22日发布Android版，12月22日发布IOS版。
2017年3月，于“THE IDOLM@STER MILLION LIVE! 4thLIVE TH@NK YOU for SMILE!!”演唱会上宣布续作《偶像大师 百万人演唱会！剧场时光》。同年6月开始运营。
2017年10月，在发表游戏内活动最终公演“Thank You! Million Theater Live Final Party”的同时宣布将在近未来停止运营。
2018年3月19日，正式結束營運。
2023年10月8日，改編電視動畫在東京電視網播出。

## 系统
玩家扮演765Pro的制作人，选取不同偶像来培养，并通过在不同地方进行表演来赚取人气。而游戏主线则是以3个培育偶像为组合在765Pro专用剧场进行表演比赛。
工作
工作就是到不同地区进行工作业务，需要消耗“元气”点数，“元气”点数每分钟恢复1点。每个地区存在竞争对手，如果挑战成功的话可以清除该竞争对手并占领该地区获得该地区的人气。相当于剧情功能。


### 表演比赛
剧场

白金之星 LIVE（プラチナスターライブ）
2014年5月28日开始追加的大型Live活动，每两个月一次。

### 音乐屋
也就是本作所出现过的曲目，全部均有收录于CD专辑《THE IDOLM@STER LIVE THE@TER HARMONY》。

### 偶像培养
招募
偶像角色卡片可以通过招募来获得，每次随机抽取获得一张，一共有4种抽取方式（免费的通过表演获得点数，收费的通过GREE现实货币兑换币，通过游戏特定招募券，通过达成招募角色数量目标来指定某位角色抽取不同类型卡片）。可以获得的卡片和获得不同类型的几率在游戏中可以查阅。特定时期会出现活动抽取可以获得特定活动出现的角色卡片。
练习
通过消耗其他卡片来提升特定卡片的能力水平，包括其AP值和DP，还包括如果存在相同技能的话可以提升技能等级。另外还有通过特殊训练使卡片觉醒来获得卡片的新形象。
出售
可以将不需要的角色卡片出售来换回虚拟货币。

### 偶像角色卡片说明
命名
每张角色卡片的命名规则基本模式为「<等级>」……[<主题名>]<卡片角色名>
类型
每张卡片分为Vocal（代表色为桃色），Dance（代表色为蓝色），Visual（代表色为黄色）三种颜色属性，和挑战歌曲的颜色属性相同时有分数加成。
稀有度
卡片出现的稀有程度，按等级由低至高为N、HN、R、HR、SR五种，等级越高越难获得，但卡片的属性起始值也越高。
觉醒

表演组合

## 登场角色
765Pro的13名偶像在本游戏全部为可用卡片偶像角色，另外还有37名卡片偶像作为候补生卡片偶像角色登场，其中765Pro的音无小鸟也作为特别角色登场。

## 衍生媒体作品

### CD
THE IDOLM@STER LIVE THE@TER PERFORMANCE
由Lantis发行，第一张为百万人演唱会全部偶像演唱，第2张开始均为4~5偶像组成的迷你专辑，共13张。
THE IDOLM@STER LIVE THE@TER HARMONY
游戏内所用歌曲的迷你专辑，共10张。
THE IDOLM@STER LIVE THE@TER DREAMERS
01為單曲，02~06以2人為一組，每張CD收錄5組人所演唱的雙人歌曲，共6張。
THE IDOLM@STER LIVE THE@TER FORWARD
與演唱會「THE IDOLM@STER MILLION LIVE! 4thLIVE TH@NK YOU for SMILE!!」的連動CD，共3張。
THE IDOLM@STER MILLION THE@TER GENERATION
與手機遊戲『偶像大師 百萬人演唱會！ 劇場時光』的連動CD，主要收錄團體歌曲，共18張。
THE IDOLM@STER MILLION THE@TER WAVE
與手機遊戲『偶像大師 百萬人演唱會！ 劇場時光』的連動CD，主要收錄團體歌曲。
THE IDOLM@STER MILLION LIVE! M@STER SPARKLE
與手機遊戲『偶像大師 百萬人演唱會！ 劇場時光』的連動CD，主要收錄個人曲，共8張。
THE IDOLM@STER LIVE THE@TER SOLO COLLECTION
為已發售的CD團體歌曲之團體成員單人混音CD。

### 網路广播
網路廣播偶像大师 百万广播剧（THE IDOLM@STER MillionRADIO）是于2013年5月3日起在niconico生放送通过官方频道直播。起初为每周星期五 21:00开始播放，2014年7月10日则改为每周星期四 21:00开始。
主持为春日未来（山崎遥）、箱崎星梨花（麻仓桃）、最上静香（田所梓）。2013年4月26日会在niconico生放送发布体验版，之后会转入niconico频道仅向会员播放。

#### 公开广播
THE IDOLM@STER MILLION RADIO SPECIAL PARTY 01 〜2013年はThank You!〜
在2013年12月29日於東京都新宿區新宿BLAZE舉行，分早晚兩場。早場來賓為伊藤美來・木戶衣吹・雨宮天、夜場來賓為夏川椎菜・Machico・渡部優衣。早場於2014年1月3日、夜場於1月4日在Niconico直播撥放。
THE IDOLM@STER MILLION RADIO SPECIAL PARTY 02 ～Welcome!! 2015年～
在2014年12月27日於東京都新宿區新宿BLAZE舉行，分早晚兩場。早場來賓為阿部里果・上田麗奈・藤井幸代、晚場來賓為Machico・村川梨衣・渡部恵子。早場於2015年1月1日、夜場於1月2日在Niconico直播撥放。
THE IDOLM@STER MILLION RADIO! SPECIAL PARTY 03 〜Dreaming! for the NEXT!〜
在2016年11月20日於神奈川縣川崎市川崎市教育文化會館舉行，分早晚兩場。早場來賓為稲川英里・原嶋燈・渡部恵子、晚場來賓為諏訪彩花・高橋未奈美・山口立花子。早場於2016年12月19日、夜場於2017年1月5日在Niconico直播撥放。

### 漫画
百万漫画剧院
2014年3月26日在官方网站上发布的五格漫画，作者为mizuki。
第8話开始，以灰姑娘女孩为主题加开新作品「灰姑娘漫画剧场（シンデレラガールズ劇場）」，登场角色跟同灰姑娘。
偶像大师 百万人演唱会！
在小学馆《月刊少年Sunday》的2014年8月号开始连载，作者为門司雪。
特别版附赠原声CD，收录部分游戏原声配音和翻唱歌曲
| 卷數 | 小學館                 | 小學館                 | 小學館                 | 青文出版          | 青文出版               |
| 卷數 | 發售日期               | 通常版 ISBN            | 特別版 ISBN            | 發售日期          | ISBN                   |
| ---- | ---------------------- | ---------------------- | ---------------------- | ----------------- | ---------------------- |
| 1    | 2015年3月12日[9][10]   | ISBN 978-4-09-125760-4 | ISBN 978-4-09-159203-3 | 2020年1月6日[11]  | ISBN 978-986-512-177-8 |
| 2    | 2015年8月12日[12][13]  | ISBN 978-4-09-126286-8 | ISBN 978-4-09-159213-2 | 2020年2月13日[14] | ISBN 978-986-512-242-3 |
| 3    | 2016年1月12日[15][16]  | ISBN 978-4-09-126739-9 | ISBN 978-4-09-159221-7 | 2020年4月13日[17] | ISBN 978-986-512-303-1 |
| 4    | 2016年7月12日[18][19]  | ISBN 978-4-09-127365-9 | ISBN 978-4-09-159235-4 | 2020年6月15日     | ISBN 978-986-512-381-9 |
| 5    | 2016年12月12日[20][21] | ISBN 978-4-09-127471-7 | ISBN 978-4-09-941884-7 | 2020年8月13日     | ISBN 978-986-512-469-4 |
偶像大師 百萬人演唱會！Back stage
一迅社《漫畫四格Palette》2014年9月号开始连载的四格漫畫，作者为mizuki。
| 卷數 | 一迅社                 | 一迅社                 | 一迅社                 | 青文出版     | 青文出版               |
| 卷數 | 發售日期               | 通常版 ISBN            | 特別版 ISBN            | 發售日期     | ISBN                   |
| ---- | ---------------------- | ---------------------- | ---------------------- | ------------ | ---------------------- |
| 1    | 2015年6月5日[22][23]   | ISBN 978-4-7580-8233-4 | ISBN 978-4-7580-8234-1 | 2021年4月8日 | ISBN 978-986-512-943-9 |
| 2    | 2016年10月22日[24][25] | ISBN 978-4-75-808266-2 | ISBN 978-4-7580-8267-9 |              |                        |
偶像大師百萬人演唱會！Blooming Clover
在 ASCII Media Works《電擊魔王》的2017年4月號開始連載，作者為稻山覺也。
限定版附贈原聲CD，收錄部分原創歌曲和翻唱歌曲
| 卷數 | 電擊魔王               | 電擊魔王               | 電擊魔王               | 尖端出版          | 尖端出版               |
| 卷數 | 發售日期               | 通常版 ISBN            | 限定版 ISBN            | 發售日期          | ISBN                   |
| ---- | ---------------------- | ---------------------- | ---------------------- | ----------------- | ---------------------- |
| 1    | 2017年11月27日[26][27] | ISBN 978-4-04-893299-8 | ISBN 978-4-04-893265-3 | 2020年1月6日[28]  | ISBN 978-957-10-8650-7 |
| 2    | 2017年12月16日[29][30] | ISBN 978-4-04-893300-1 | ISBN 978-4-04-893266-0 | 2020年9月17日[31] | ISBN 978-957-10-8741-2 |
| 3    | 2018年7月27日[32][33]  | ISBN 978-4-04-893807-5 | ISBN 978-4-04-893808-2 |                   |                        |
| 4    | 2018年12月27日[34][35] | ISBN 978-4-04-912105-6 | ISBN 978-4-04-912104-9 |                   |                        |
| 5    | 2019年6月27日[36][37]  | ISBN 978-4-04-912467-5 | ISBN 978-4-04-912466-8 |                   |                        |
| 6    | 2020年3月27日[38][39]  | ISBN 978-4-04-912929-8 | ISBN 978-4-04-912930-4 |                   |                        |
| 7    | 2020年8月26日[40][41]  | ISBN 978-4-04-913136-9 | ISBN 978-4-04-913418-6 |                   |                        |
| 8    | 2021年1月27日[42][43]  | ISBN 978-4-04-913417-9 | ISBN 978-4-04-913418-6 |                   |                        |
| 9    | 2021年7月27日[44]      |                        | ISBN 978-4-04-913776-7 |                   |                        |

### 電視動畫
2020年7月4日，在《剧场时光》三周年直播活动中宣布制作电视改编动画。2022年2月13日，在本系列八周年演唱会上释出了先导印象PV，2022年3月9日的直播活动上宣布将于2023年播出。2023年1月14日，在本系列九周年演唱会确认2023年秋季播出，并且确定8月18日开始在部分影院安排三场先行播出活动。

#### 製作人員
- 企划、出品、原作：万代南梦宫娱乐
- 導演：綿田慎也（日语：綿田慎也）
- CG監督：盐谷大介
- 系列构成、剧本：加藤陽一
- 动画角色设计：石井哲哉、茑佳穗里
- 概念艺术：白田真人、绪方菜海、肥田龙二
- 美术设定：坂本夏海
- 美术板：bic studio
- 色彩设计：泷川光、佐藤美由纪
- 撮影监督：织田贤太郎
- 剪辑：斋藤朱里
- 音响监督：菊田浩巳
- 音乐：鸟音
- 音乐总监：土桥阵
- 音乐制作：作田裕介、上田隆博
- 唱片公司：Lantis
- 企划：藤原孝史
- 「MILLION LIVE!!」现场制作人：狭间和歌子
- 制作人：武井由香、富田功一郎
- 执行制作人：田中快
- 企划监修：东义人
- 原作协力：萬代南夢宮工作室
- 动画制作人：井出和哉
- 动画制作：白組

#### 主题曲
片头曲《Rat A Tat!!!》
作词：，作曲：佐藤贵文，编曲：半田翼，演唱：MILLIONSTARS
第一话作为片尾曲；第二话作为春日未来（山崎遙）、最上静香（田所梓）、伊吹翼（Machico）三人考核课题曲，由三人演唱。
片尾曲
《Welcome!!》
作詞：佐佐木惠梨，作曲、編曲：佐藤貴文（BNSI），演唱：765 MILLION ALLSTARS
《Brand New Theater!》
作詞：，作曲：佐藤貴文（BNSI），編曲：EFFY，演唱：765 MILLION ALLSTARS
插入曲
《ToP!!!!!!!!!!!!!》
作词：yura，作曲：佐藤贵文，编曲：，演唱：765PRO ALLSTARS
《セブンカウント》（第4話）
作詞：松井洋平，作曲：佐高陵平，演唱：765 MILLION ALLSTARS
《We Have A Dream》（第5話）
作詞：中村惠，作曲、編曲：佐佐木宏人，演唱：春日未來（山崎遙）、最上靜香（田所梓）、伊吹翼（Machico）、德川茉莉（諏訪彩花）、七尾百合子（伊藤美來）、箱崎星梨花（麻倉桃）、望月杏奈（夏川椎菜）
《Thank You!(Acoustic ver.)》（第5話）
作詞：BNSI，作曲、編曲：佐藤貴文（BNSI），演唱：765 MILLION ALLSTARS
《海風とカスタネット》（第7話）
作詞：真崎艾莉卡，作曲、編曲：EFFY，演唱：765 MILLION ALLSTARS Team2nd
《catch my feeling》（第8話）
作詞、作曲、編曲：KOH，演唱：765 MILLION ALLSTARS Team4th
《Unknown BOXの開き方》（第9話）
作詞：Cocoro.，作曲：本田正樹，編曲：椿山日南子，演唱：765 MILLION ALLSTARS Team4th
《Snow White》（第9話）
作詞：森由里子，作曲：rino，編曲：增田武史，演唱：如月千早
《READY!!》（第9話）
作詞：yura，作曲、編曲：神前曉，演唱：765 MILLION ALLSTARS Team4th
《Star Impression》
作詞：兒玉沙織，作曲、編曲：山口朗彥，演唱：765 MILLION ALLSTARS Team1st
《G線上のマリア》（第10話）
作詞：真崎艾莉卡，作曲：J.S.バッハ，編曲：トリ音，演唱：如月千早、最上靜香、北澤志保、箱崎星梨花
《Gift Sign》（第10話）
作詞：真崎艾莉卡，作曲、編曲：原田篤，演唱：最上靜香
《トワラー》（第11話）
作詞：きみコ，作曲、編曲：佐佐木淳，演唱：茱莉亞
《Dreaming》（第11話）
作詞：真崎艾莉卡，作曲：佐藤貴文，編曲：Arte Refact，演唱：765 MILLION ALLSTARS Team6th
《ロケットスター☆》（第11話）
作詞：真崎艾莉卡，作曲、編曲：本多友紀，演唱：伊吹翼
《フェスタ・イルミネーション》（第12話）
作詞、作曲：松井洋平，編曲：關野元規，演唱：德川茉莉
《チョー↑元気Show☆アイドルch@ng!》（第12話）
作詞：松井洋平，作曲、編曲：，演唱：松田亞利沙
《バトンタッチ》（第12話）
作詞：宮崎真由，作曲、編曲：櫻澤光，演唱：765 MILLION ALLSTARS Team5th
《Sentimental Venus》（第12話）
作詞：，作曲：rino，編曲：關野元規，演唱：豐川風花、望月杏奈、橫山奈緒
《瑠璃色金魚と花菖蒲》（第12話）
作詞：中村彼方，作曲、編曲：，演唱：白石紬
《ハミングバード》（第12話）
作詞、作曲：藤本記子，編曲：福富雅之，演唱：櫻守歌織
《オレンジノキオク》（第12話）
作詞、作曲：山田智和，編曲：住谷翔平，演唱：765 MILLION ALLSTARS Team3rd
《REFRAIN REL@TION》（第12話）
作詞：松井洋平，作曲、編曲：高田曉，演唱：MILLIONSTARS
《Brand New Theater!》（第12話）
作詞：，作曲：佐藤貴文（BNSI），編曲：EFFY，演唱：765 MILLION ALLSTARS

#### 各话列表
| 话数   | 日文标题 | 中文标题                                            | 剧本     | 分镜                                         | 演出              | 作画监督                                | ED card                                  |
| ------ | -------- | --------------------------------------------------- | -------- | -------------------------------------------- | ----------------- | --------------------------------------- | ---------------------------------------- |
| 第1话  |          | 属于自己的梦想                                      | 加藤阳一 | 绵田慎也 新井阳平 梅泽纯一 茑佳穗里 长部州太 | 盐谷大介          | 茑佳穗里 Makaria Parkji-seung           | 萬代南夢宮工作室 百萬現場！開發·運營團隊 |
| 第2话  |          | 梦的门扉是试镜                                      | 加藤阳一 | 新井陽平 蔦佳穗里                            | 山村聪            | 蔦佳穗里                                | 高橋麻實                                 |
| 第3话  |          | 闪耀世界！我们的剧场！                              | 加藤阳一 | 高桥正典 蔦佳穗里                            | 天井和文          | 茑佳穗里 Parkji-seung                   | ima                                      |
| 第4话  |          | 要来一场空地LIVE吗！？                              | 加藤阳一 | 新井阳平                                     | 平川孝充          | 蔦佳穗里                                | YahaKo                                   |
| 第5话  |          | 未完成的THANK YOU！                                 | 加藤阳一 | 梅澤純一 天井和文                            | 盐谷大介 天井和文 | 茑佳穗里 白井顺 Parkji-seung            | 梅澤純一                                 |
| 第6话  |          | 开始行动的梦 LIVE剧场计划！                         | 加藤阳一 | 新井陽平                                     | 山村聰            | 蔦佳穗里                                |                                          |
| 第7话  |          | 心跳！盛夏之海的初次亮相戰鬥！                      | 加藤阳一 | 梅澤純一 天井和文                            | 天井和文          | Parkji-seung TMD                        | 渡邊明夫                                 |
| 第8话  |          | 為了改變的舞台                                      | 加藤阳一 | 高橋正典 天井和文 新井陽平                   | 平川孝充          | 茑佳穗里 Parkji-seung                   |                                          |
| 第9话  |          | 另一個接力棒                                        | 加藤阳一 | 新井陽平                                     | 鹽谷大介          | 蔦佳穗里                                | Tiv                                      |
| 第10话 |          | 偶像最重要的東西                                    | 加藤阳一 | 蔦佳穗里                                     | 山村聰            | 蔦佳穗里 白井順 Parkji-seung 上原結花子 |                                          |
| 第11话 |          | 門的另一邊 相連的思念                               | 加藤阳一 | 梅澤純一 天井和文                            | 天井和文          | 蔦佳穗里                                |                                          |
| 第12话 |          | 嶄新的未來                                          | 加藤阳一 | 新井陽平                                     | 平川孝充          | 蔦佳穗里 白井順                         | 白井順                                   |
| OVA    |          | 後台 ~那一天 所點亮的珍貴的信念~ ~因為天空就在這里~ | 加藤阳一 | 新井陽平                                     | 天井和文 平川孝充 | 不適用                                  | 不適用                                   |

#### 播放电视台
日本深夜動畫：下文記載的日本国内播放時間使用日本標準時間（UTC+9）表示。因為部分時間标识會採用30小时制，因此請留意这类超过24:00的时间，其實際播放時間為翌日清晨。
| 播放期間         | 播放時間             | 播放電視台               | 播放地區                                                    | 备注             |
| ---------------- | -------------------- | ------------------------ | ----------------------------------------------------------- | ---------------- |
| 2023年10月8日 -  | 星期日 10:00 - 10:30 | 東京電視網（全部播放局） | 北海道、关东广播圈、爱知县、 大阪府、冈山县、香川县、福冈县 | 东京电视台可重播 |
| 2023年10月9日 -  | 星期一 23:30 - 24:00 | BS11                     | 日本全国                                                    | 广播卫星播送     |
| 2023年10月12日 - | 星期四 24:00 - 24:30 | BS日本                   | 日本全国                                                    | 广播卫星播送     |
| 2023年10月13日 - | 星期五 20:30 - 21:00 | AT-X                     | 日本全国                                                    | 通信卫星播送     |

## 活动事件

### 见面活动
百万广播TGS外出版
2013年9月22日在东京电玩展。出席包括有山崎遥（「春日未来」的配音者）、田所梓（「最上静香」的配音者）、麻倉桃（「箱崎星梨花」的配音者）、夏川椎菜（「望月杏奈」的配音者）、雨宮天（「北澤志保」的配音者）、伊藤美来（「七尾百合子」的配音者）、渡部優衣（「横山奈緒」的配音者）、藤井幸代（「所恵美」的配音者）、郁原优（「艾米莉・斯图亚特」的配音者）、坂上陽三（系列总制片人）。
THE IDOLM@STER LIVE THE@TER PERFORMANCE 发售纪念会
CD专辑《THE IDOLM@STER LIVE THE@TER PERFORMANCE》发售纪念，CD除第1卷外均附赠了见面卷，04卷可以面见一次，其他则可以面见两次。
除了第6卷在東京秋叶原的直播屋「Twinbox AKIHABARA」举行外，其他均东京都内举行会面。另外山崎遥、麻倉桃、田所梓每次活动基本均有出席，山崎遥除了4，田所梓除了6、7、9没有出席外。
- 02于2013年6月16日。参加声優有中村绘里子（「天海春香」的配音者）、伊藤美来（「七尾百合子」的配音者）。
- 03于2013年7月13日。参加声優有沼仓爱美（「我那霸响」的配音者）、夏川椎菜(「望月杏奈」的配音者）。
- 04于2013年8月11日。参加声優有今井麻美（「如月千早」的配音者）、藤井雪代（「所惠美」的配音者）、雨宫天（「北澤志保」的配音者）。
- 05于2013年9月14日。参加声優有郁原优（「艾蜜莉」的配音者）、山口立花子（「百瀬莉緒」的配音者）。
- 06于2013年10月13日。参加声優有長谷川明子（「星井美希」的配音者）、平山笑美（「北上丽花」的配音者）、Machico（「伊吹翼」的配音者）。
- 07于2013年11月10日。参加声优有高桥智秋（「三浦梓」的配音者）、近藤唯（「筱宫可怜」的配音者）、驹形友梨（「高山纱代子」的配音者）。
- 08于2013年12月8日。参加声優有稻川英里（「大神環」的配音者）、木户衣吹（「矢吹可奈」的配音者）。
- 09于2014年1月11日。参加声優有田村奈央（「木下日向」的配音者）、大关英里（「佐竹美奈子」的配音者）、村川梨衣（「松田亚利沙」的配音者）。
- 10于2014年2月15日。参加声優有上田麗奈（「高坂海美」的配音者）、原由实（「四条貴音」的配音者）。
- 11于2014年3月15日。参加声優有户田惠美（「舞浜歩」的配音者）、角元明日香（「岛原埃琳娜」的配音者）。
- 12于2014年4月13日。参加声優有浅倉杏美（「萩原雪歩」的配音者）、渡部惠子（「周防桃子」的配音者）。
- 13于2014年5月10日。参加声優有下田麻美（「双海亚美」的配音者）、高橋未奈美（「马场木实」的配音者）。

偶像大师 百万Live！罗森便利店特别活动
2013年8月11日在東京惠比寿直播屋「LIVE GATE TOKYO」由罗森和麒麟饮料举办的合作活动出场过。参加声優有仁後真耶子（「高槻弥生」的配音者）、原由实、雨宮天、郁原优、渡部優衣。今井麻美作为特别嘉宾出现。
2014年TGS百万广播外出版
2014年9月20日在千葉县千葉市的幕张展览馆举办的东京电玩展。出席包括有山崎遥、麻倉桃、田所梓、Machico、郁原优、末柄里恵（「豊川風花」的配音者）、諏訪彩花、夏川椎菜、平山笑美。
THE IDOLM@STER LIVE THE@TER HARMONY 发售纪念会
CD专辑《THE IDOLM@STER LIVE THE@TER PERFORMANCE》发售纪念，CD附赠见面卷，可以面见两次，均在东京都内举行。
- 01&02于2014年8月24日，参加声優有山崎遥、Machico、阿部里果（「真壁瑞希」的配音者）、伊藤美来、夏川椎菜。
- 03&04于2014年10月13日，参加声優有麻仓桃、雨宮天、平山笑美、郁原实、末柄里恵、諏訪彩花。
- 05&06于2014年12月13日，参加声優有村川梨衣、渡部恵子、渡部優衣、上田麗奈、桐谷蝶蝶（「宮尾美也」的配音者）、藤井雪代。
- 07&08于2015年3月8日，参加声優有木户衣吹、户田惠美、下田麻美、高橋未奈美、田村奈央、原嶋明里（「中谷育」的配音者）。

### 大型公演活动
| 公演年份 | 公演模式 | 活动名称                                                      | 公演日、公演地点                                           | 公演者 |
| -------- | -------- | ------------------------------------------------------------- | ---------------------------------------------------------- | --- |
| 2013年   | 客串     | THE IDOLM@STER 8th ANNIVERSARY HOP!STEP!!FESTIV@L!!! 横浜公演 | 共公演一天：8月4日 横滨国际平和会议场（神奈川县）          | 山崎遥、田所梓、伊藤美来 |
| 2013年   | 客串     | Animelo Summer Live 2013 -FLAG NINE-                          | 共公演一天：8月24日 埼玉超级竞技场（埼玉县）               | 中村绘里子、今井麻美、若林直美、沼仓爱美、山崎遥、田所梓 |
| 2013年   | 客串     | THE IDOLM@STER 8th ANNIVERSARY HOP!STEP!!FESTIV@L!!! 福冈公演 | 共公演一天：9月15日 Zepp Fukuoka（福冈县）                 | 麻仓桃、夏川椎菜 |
| 2013年   | 客串     | THE IDOLM@STER 8th ANNIVERSARY HOP!STEP!!FESTIV@L!!! 幕张公演 | 共公演两天：9月21日、9月22日 幕张展览馆（千叶县）          | 山崎遥、田所梓 |
| 2014年   | 联合演出 | THE IDOLM@STER M@STERS OF IDOL WORLD!!2014                    | 共公演两天：2月22日、2月23日 埼玉超级竞技场（埼玉县）      | 两天均出演：山崎遥、田所梓、Machico、麻仓桃、渡部优衣、木戸衣吹 22日のみ：伊藤美来、夏川椎菜、雨宫天、藤井雪代、爱美 |
| 2014年   | 现场独奏 | THE IDOLM@STER MILLION LIVE! 1stLIVE HAPPY☆PERFORMANCE!!      | 共公演两天：6月7日、6月8日 中野太阳广场（东京都）          | 两天均出演：山崎遥、Machico、麻仓桃、夏川椎菜、伊藤美来7日：爱美、大关英里、木戸衣吹、诹访彩花、渡部优衣 8日：雨宫天、上田丽奈、郁原优、种田梨沙、藤井雪代、村川梨衣、田所梓                                                |
| 2014年   | 客串     | 15th Anniversary Live Lantis祭2014 东海公演                   | 共公演一天：7月19日长岛温泉公园芝生广场（三重县）          | 山崎遥、田所梓、Machico、麻仓桃、渡部优衣、藤井雪代 |
| 2014年   | 客串     | 15th Anniversary Live Lantis祭2014 关西公演                   | 共公演一天：7月26日 万博纪念公园枫河芝生广场（大阪府）     | 山崎遥、田所梓、Machico、麻仓桃、夏川椎菜、渡部优衣 |
| 2014年   | 客串     | Animelo Summer Live 2014 -ONENESS-                            | 共公演一天：8月30日 埼玉超级竞技场（埼玉县）               | 山崎遥、田所梓、Machico、麻仓桃 |
| 2014年   | 客串     | 15th Anniversary Live Lantis祭2014 关东公演                   | 共公演两天：9月13日、9月14日 潮风公园太阳广场（东京都）    | 两天均出演：山崎遥、田所梓、麻仓桃 14日：中村绘里子、下田麻美、Machico、雨宫天、爱美、上田丽奈、藤井雪代 |
| 2014年   | 客串     | Anime Festival Asia 2014 I LOVE ANISONG Concert               | 共公演一天：12月6日新达城新加坡国际会议展览中心（新加坡）  | 田所梓 |
| 2015年   | 现场独奏 | THE IDOLM@STER MILLION LIVE! 2ndLIVE ENJOY H@RMONY!!          | 共公演两天：4月4日、4月5日 幕张展览馆（千叶县）            | 两天均出演：山崎遥、田所梓、Machico、麻仓桃、雨宫天、伊藤美来、夏川椎菜、藤井雪代、渡部优衣 4日：木戸衣吹、小岩井小鸟、驹形友梨、近藤唯、户田惠美、山口立花子 5日：爱美、上田丽奈、大关英里、末柄里恵、高桥未奈美、村川梨衣 |
| 2015年   | 客串     | Anisong World Tour～Lantis Festival 2015～ 台北公演           | 共公演一天：4月18日 台北国际会议中心（中华民国台北市）     | 中村绘里子、今井麻美、山崎遥、田所梓、Machico、麻仓桃 |
| 2015年   | 联合演出 | THE IDOLM@STER M@STERS OF IDOL WORLD 2015                     | 共公演一天：7月19日 西武巨蛋（埼玉县）                     | |
| 2017年   | 联合演出 | THE IDOLM@STER 765 MILLIONSTARS First Time in TAIWAN          | 共公演二天：4月22、23日 台北国际会议中心（中华民国台北市） | 两天均出演：中村绘里子、今井麻美、浅倉杏美、原由實、下田麻美、山崎遥、田所梓、Machico、麻仓桃、爱美、末柄里恵、浅倉杏美、渡部優衣、野村香菜子、稲川英里                                                                     |

## 注解
1. ↑  隨Blu-ray第3卷發售。
2. 1 2  8日由于身体不适由伊藤代替

### 组合成员
1. ↑  春日未來（山崎遙）、木下日向（田村奈央）、茱莉亞（愛美）、高山紗代子（駒形友梨）、田中琴葉（種田梨沙）、天空橋朋花（小岩井小鳥）、箱崎星梨花（麻倉桃）、松田亞利沙（村川梨衣）、最上靜香（田所梓）、望月杏奈（夏川椎菜）、矢吹可奈（木戶衣吹）、艾蜜莉·司徒亞特（郁原由宇）、大神環（稻川英里）、北上麗花（平山笑美）、高坂海美（上田麗奈）、佐竹美奈子（大關英里）、島原艾琳娜（角元明日香）、永吉昴（齊藤佑圭）、野野原茜（小笠原早紀）、馬場木實（高橋未奈美）、福田法子（濱崎奈奈）、舞濱步（戶田惠）、真壁瑞希（阿部里果）、百瀨莉緒（山口立花子）、橫山奈緒（渡部優衣）、伊吹翼（Machico）、北澤志保（雨宫天）、篠宮可憐（近藤唯）、周防桃子（渡部惠子）、德川茉莉（諏訪彩花）、所惠美（藤井幸代）、豐川風花（末柄里惠）、中谷育（原嶋燈）、七尾百合子（伊藤美來）、二階堂千鶴（野村香菜子）、ROCO（中村溫姬）、宮尾美也（桐谷蝶蝶）、白石䌷（南早纪）、樱守歌织（香里有佐）
2. ↑  天海春香（中村繪里子）、星井美希（長谷川明子）、如月千早（今井麻美）、高槻彌生（仁後真耶子）、萩原雪步（淺倉杏美）、菊地真（平田宏美）、雙海亞美／真美（下田麻美）、水瀨伊織（釘宮理惠）、三浦梓（高橋智秋）、四條貴音（原由實）、我那霸響（沼倉愛美）、秋月律子（若林直美）